# أندي تومسون (سياسي)
أندي تومسون (بالإنجليزية: Andy Thompson)‏ هو سياسي كندي، ولد في 14 ديسمبر 1924 في المملكة المتحدة، وتوفي في 3 فبراير 2016. حزبياً، نشط في الحزب الليبرالي في أونتاريو ‏ والحزب الليبرالي الكندي. وقد انتخب زعيم المعارضة ‏ (1964 – 1966) وانتخب عضو مجلس الشيوخ الكندي (1967 – 1998) وانتخب عضو برلمان مقاطعة أونتاريو عن دائرة Dovercourt (provincial electoral district) ‏ (1959 – 1967).